# Anolis allogus
Espèce
Synonymes
- Norops allogus (Barbour & Ramsden, 1919)
- Anolis abatus Ahl, 1924

Statut de conservation UICN

 LC  : Préoccupation mineure
Anolis allogus est une espèce de sauriens de la famille des Dactyloidae. 

## Répartition
Cette espèce est endémique de Cuba.

## Description
Les mâles mesurent jusqu'à 62 mm et les femelles jusqu'à 49 mm.

## Publication originale
- Barbour & Ramsden, 1919 : The herpetology of Cuba. Memoirs of the Museum of Comparative Zoölogy, vol. 47, no 2, p. 71-213 (texte intégral).